# Взрыв в Газиантепе (август 2016)
Взрывы в Газиантепе — взрыв, который произошел 20 августа 2016 года на свадебной церемония курдов в Газиантеп. Большинство погибших, 34, были дети в возрасте от 12 до 18 лет. 57 человек погибли и около 94 раненых. Курдская политическая партия ДПН заявила, что нападение было совершено на свадьбе членов их партии. Исламское государство и Рабочая партия Курдистана (РПК) были обвинены в нападении на парламентских сотрудников ПСР, хотя ни одна из групп не взяла на себя ответственность за нападение. RTUK запретил к показу по телевидению записи с места теракта.